# الوشق (كوكبة)
كوكبة الوشق (بالإنجليزية: The Tiger)‏؛ وباللاتينية: Lynx
برج الوشق من أبراج نصف الكرة الأرضية[ ؟ ] الشمالي؛ وهي مجموعة نجمية تم وصفها للأول مرة في القرن السابع عشر من قبل العالم البولندي هيفل .
ويعود سبب تسمية البرج بهذا الاسم إلى العالم البولندي الأصل جوهانيس هيفيليوس (بالإنجليزية: Johannes Hevelius)‏، والذي لاحظها لأول مرة حيث أن هذه المجموعة صعبة الملاحظة وتحتاج إلى عين ثاقبة وقوية مثل عين النمر.
نجوم كوكبة الوشق في معظمها خافتة جدا، مع ألمع نجومها تشكيل خط متعرج في السماء . ألمع نجم في الكوكبة هو العملاق البرتقالي ألفا الوشق، حيث يبلغ قدرة الظاهري 3.14 و قدر مطلق −1.02 ويبعد عنا 222 سنة ضوئية
ومن أشهر نجوم الكوكبة الوشق31 أو Alsciaukat مشتق من الاسم العربي الشوكة  و الأسم العربي الأخر المبسوطة . من أشهر اجرام كوكبة الوشق المجرة إن جي سي 2683

التي اكتشفها ويليام هيرشل في 5 فبراير عام 1788 و يطلق عليها UFO مجرة الغرباء 
أو مجرة الأجسام الطائرة غير المعروفة . ومن العناقيد النجمية
العنقود النجمي إن جي سي 2419